# Трипутнянська сільська рада
Трипутнянська сільська́ ра́да — орган місцевого самоврядування в Дубровицькому районі Рівненської області. Адміністративний центр — село Трипутня.

## Загальні відомості
- Трипутнянська сільська рада утворена 1 січня 1947 року.
- Територія ради: 118,209 км²
- Населення ради: 1 585 осіб (станом на 2001 рік)

## Населені пункти
Сільській раді підпорядковані населені пункти:
- с. Трипутня
- с. Грані
- с. Вільне
- с. Кривиця
- с. Літвиця

## Населення
Станом на 1 січня 2011 року населення сільської ради становило 1354 особи. У 2017 році населення сільської ради становило 1473 осіб.
Згідно з переписом УРСР 1989 року чисельність наявного населення сільської ради становила 1780 осіб, з яких 845 чоловіків та 935 жінок.
За переписом населення України 2001 року в сільській раді мешкала 1581 особа.

### Мова
Розподіл населення за рідною мовою за даними перепису 2001 року:
| Мова       | Відсоток |
| ---------- | -------- |
| українська | 99,12 %  |
| російська  | 0,50 %   |
| білоруська | 0,25 %   |
| румунська  | 0,06 %   |

### Вікова і статева структура
Структура жителів сільської ради за віком і статтю (станом на 2011 рік):
| Вік   | Чоловіків | Жінок | Разом |
| ----- | --------- | ----- | ----- |
| 0-17  | 151       | 148   | 299   |
| 18-39 | 216       | 168   | 384   |
| 40-59 | 188       | 155   | 343   |
| 60+   | 114       | 215   | 329   |
| Разом | 669       | 685   | 1354  |

### Соціально-економічні показники
| Працездатне населення | Працездатне населення | Працездатне населення | Працездатне населення | Працездатне населення | Працездатне населення | Непрацездатне населення | Непрацездатне населення | Непрацездатне населення | Непрацездатне населення | Непрацездатне населення | Непрацездатне населення | Все населення |
| Чоловіки              | Чоловіки              | Жінки                 | Жінки                 | Разом                 | Разом                 | Чоловіки                | Чоловіки                | Жінки                   | Жінки                   | Разом                   | Разом                   | 1354          |
| ос.                   | %                     | ос.                   | %                     | ос.                   | %                     | ос.                     | %                       | ос.                     | %                       | ос.                     | %                       | 1354          |
| --------------------- | --------------------- | --------------------- | --------------------- | --------------------- | --------------------- | ----------------------- | ----------------------- | ----------------------- | ----------------------- | ----------------------- | ----------------------- | ------------- |
| 316                   | 23                    | 381                   | 28                    | 703                   | 51                    | 316                     | 23                      | 363                     | 26                      | 679                     | 49                      | 1354          |

| Зайняті  | Зайняті  | Зайняті | Зайняті | Зайняті | Зайняті | Безробітні | Безробітні | Безробітні | Безробітні | Безробітні | Безробітні | Все населення |
| Чоловіки | Чоловіки | Жінки   | Жінки   | Разом   | Разом   | Чоловіки   | Чоловіки   | Жінки      | Жінки      | Разом      | Разом      | 1354          |
| ос.      | %        | ос.     | %       | ос.     | %       | ос.        | %          | ос.        | %          | ос.        | %          | 1354          |
| -------- | -------- | ------- | ------- | ------- | ------- | ---------- | ---------- | ---------- | ---------- | ---------- | ---------- | ------------- |
| 77       | 13       | 63      | 11      | 140     | 24      | 76         | 13         | 93         | 16         | 169        | 29         | 1354          |

| Дорослі | Діти | Пенсіонери | Інваліди Німецько-радянської війни | Учасники бойових дій | Інваліди всіх груп і категорій | Люди, які обслуговуються служб. соц. допом. на дому | Неповні сім'ї | Діти з неповних сімей | Багатодітні сім'ї | Діти з багатодітних сімей | Діти-інваліди | Діти-сироти | Одинокі багатодітні матері |
| ------- | ---- | ---------- | ---------------------------------- | -------------------- | ------------------------------ | --------------------------------------------------- | ------------- | --------------------- | ----------------- | ------------------------- | ------------- | ----------- | -------------------------- |
| 998     | 306  | 469        | 2                                  | 1                    | 103                            | 37                                                  | 4             | 6                     | 26                | 95                        | 5             | 6           | 1                          |

### Вибори
Станом на 2011 рік кількість виборців становила 1049 осіб.

## Склад ради
Рада складається з 16 депутатів та голови.
- Голова ради: Довжик Валентин Данилович
- Секретар ради: Подик Марія Олександрівна

### Керівний склад попередніх скликань
| Прізвище, ім'я, по батькові | Основні відомості                                                                          | Дата обрання | Дата звільнення |
| --------------------------- | ------------------------------------------------------------------------------------------ | ------------ | --------------- |
| Довжик Валентин Данилович   | Сільський голова, 1961 року народження, освіта вища                                        | 26.03.2006   | 31.10.2010      |
| Довжик Валентин Данилович   | Сільський голова, 1961 року народження, освіта вища, член політичної партії «Наша Україна» | 31.10.2010   |                 |

Примітка: таблиця складена за даними сайту Верховної Ради України

## Господарська діяльність
Основним видом господарської діяльності населених пунктів сільської ради є сільськогосподарське виробництво.

### Офіційні дані та нормативно-правові акти
- Паспорт Дубровицького району (станом на 1 січня 2011 року) (doc). Дубровицька районна рада. Архів оригіналу за 10 лютого 2015. Процитовано 16 жовтня 2019.